# Националсоциалистическа германска работническа партия (Чехословакия)
Националсоциалистическа германска работническа партия (на немски: Deutsche Nationalsozialistische Arbeiterpartei; на чешки: Německá národně socialistická strana dělnická) е нацистка политическа партия на германците в Чехословакия.

## История
Наследник е на Германската работническа партия (ДАП) от Австро-Унгария. Тя е основана през ноември 1919 г. в Духцов. Най-изявените партийни активисти са Ханс Книрш, Ханс Кребс, Адам Фахнер, Рудолф Юнг и Йозеф Пацел. През май 1932 г. тя има 1024 местни структури с 61 000 членове.
За разлика от предната сестринска партия в Австрия, която играе незначителна роля в австрийската политика, чехословашкият клон е в състояние да привлече значителни гласове, поради голямото судетско-германско малцинство в Чехословакия. На изборите тя работи заедно с Deutsche Nationalpartei (DNP). Партията се застъпва за културна и териториална автономия и антиклерикализъм. Тя също така показва антисемитски тенденции. През октомври 1933 г. е забранена от чехословашкото правителство, въз основа на антидържавните действия. Официално е разпусната на 11 ноември 1933 г. Партията е наследена от Судетска германска партия.